# 1976年の航空
< 1976年
1975年の航空 - 1976年の航空 - 1977年の航空

## 航空に関する出来事

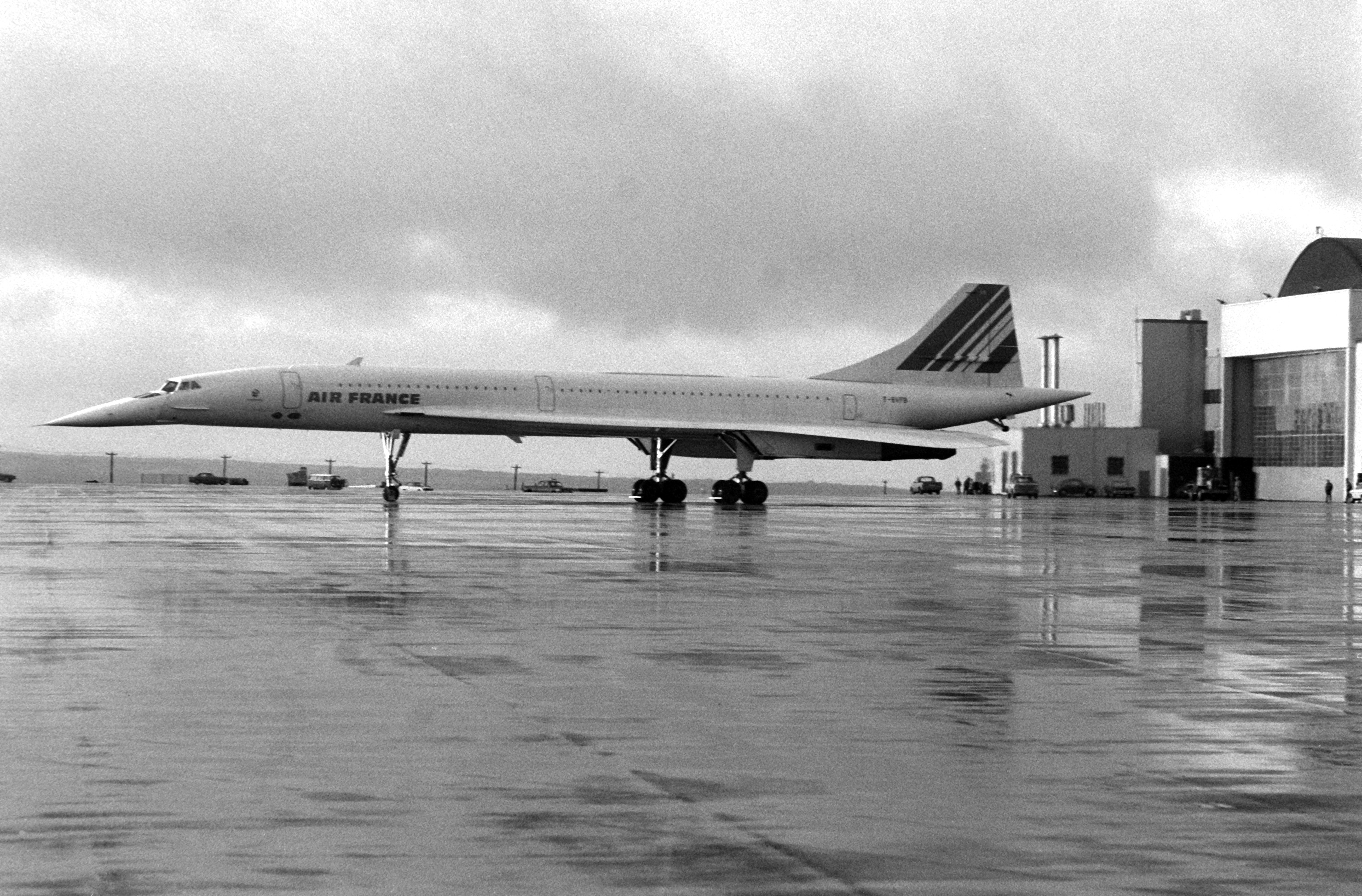
エールフランスのコンコルド（1977年）

- 1月21日 - 超音速旅客機 コンコルドが、エールフランスとブリティッシュ エアウェイズの定期路線に同時に就航。
- 3月17日 - 日本航空のボーイング747が東京からニューヨークの初の無着陸飛行を行った。10,139 kmを11時間30分ほどで飛行した。
- 3月23日 - 俳優の前野光保が児玉誉士夫の私邸に小型航空機パイパー社製PA-28で、突入し爆発炎上した。この火災で児玉邸の2階一部が類焼し、家政婦が負傷したが、別室で就寝していた児玉本人は無事だった。（児玉誉士夫邸セスナ機特攻事件）
- 4月5日 - 有名な実業家で飛行家のハワード・ヒューズが70歳で没した。
- 5月3日 - パンアメリカン航空のボーイング 747SPが1日と22時間で世界一周飛行を行った。
- 7月3日 - テロリストにハイジャックされ、ウガンダのエンテベ国際空港に強制着陸させられたエールフランス139便をイスラエル軍のロッキードC-130輸送機で運ばれたイスラエル国防軍の対テロ特殊部隊が旅客機の乗客を3人を除いて救出した。（エンテベ空港奇襲作戦）
- 7月28日 - Eldon W. JoerszとGeorge T. Morgan Jr.が操縦するSR-71が、速度記録3,529 km/hを達成。
- 8月1日 - ドン・テーラーがホームビルト機、Thorp T-18で世界一周飛行に成功した。
- 9月6日 - ソ連国土防空軍の軍人ヴィクトル・ベレンコがMiG-25に搭乗し、日本の函館空港に強行着陸し、その後アメリカに亡命した。（ベレンコ中尉亡命事件）

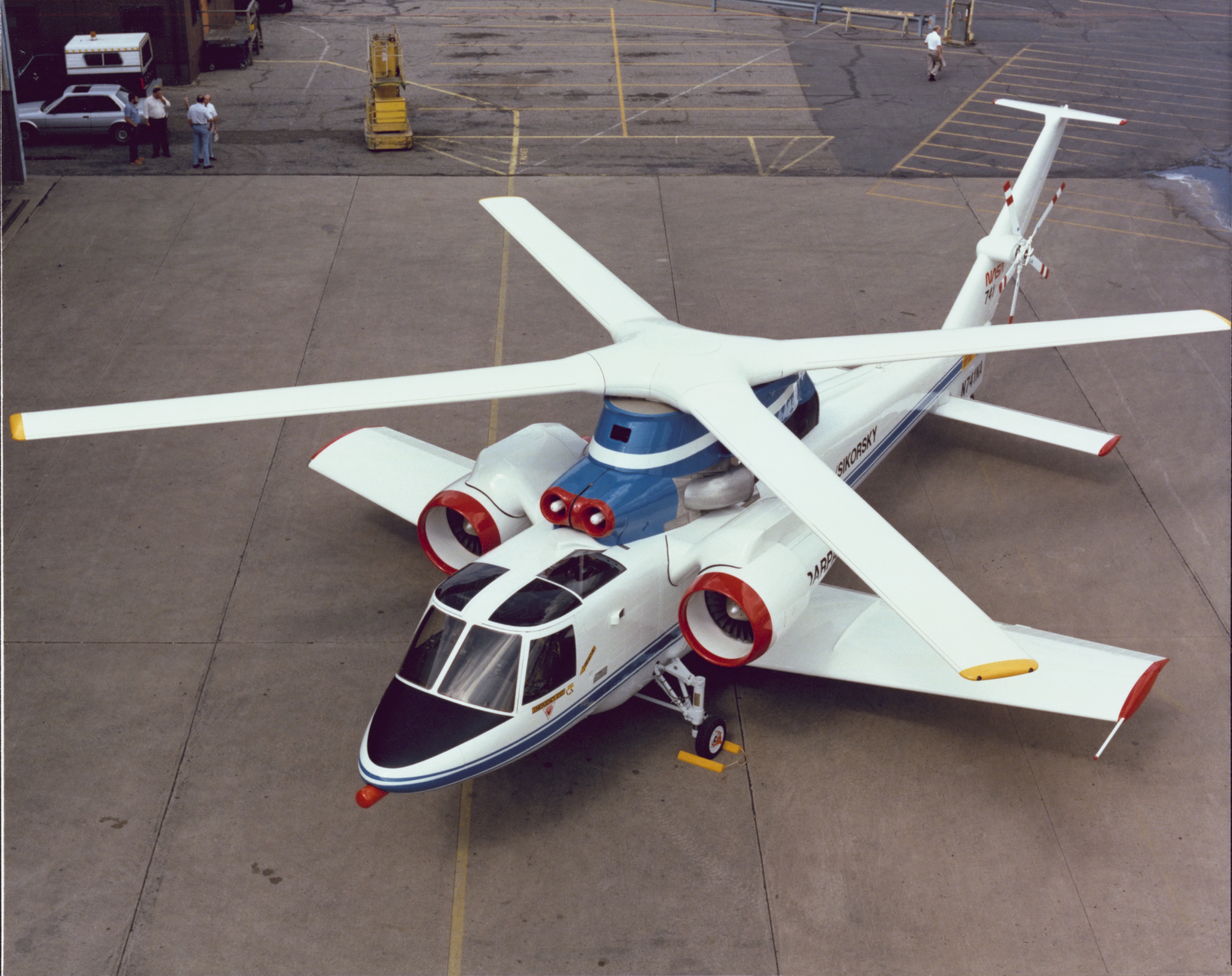
シコルスキー Xウイング

- 9月10日 - ユーゴスラビアのザグレブ上空で、ブリティッシュ・エアウェイズのホーカー・シドレー トライデントとアドリア航空のDC-9が空中衝突し、176人が死亡した。（ザグレブ空中衝突事故）
- 9月14日 - 航空母艦 ジョン・F・ケネディからF-14 トムキャットが、公海上に転落し、ソビエトに入手されることを防ぐために大規模な捜索作業が行われた。
- 9月19日 - トルコ航空452便（ボーイング 727）がトルコの山地に墜落し154名が死亡した。 （トルコ航空452便墜落事故）
- 10月6日 - クバーナ航空（キューバ航空）455便のダグラスDC-8-43が反カストロ主義者によって爆破され、乗員25名と乗客48名の計73名全員が死亡した。（クバーナ航空455便爆破事件）
- 10月12日 - ヘリコプターと固定翼機を混合させたローター・システム検証機 、シコルスキー Xウイングが初飛行した。

## 1976年に初飛行した機体の画像

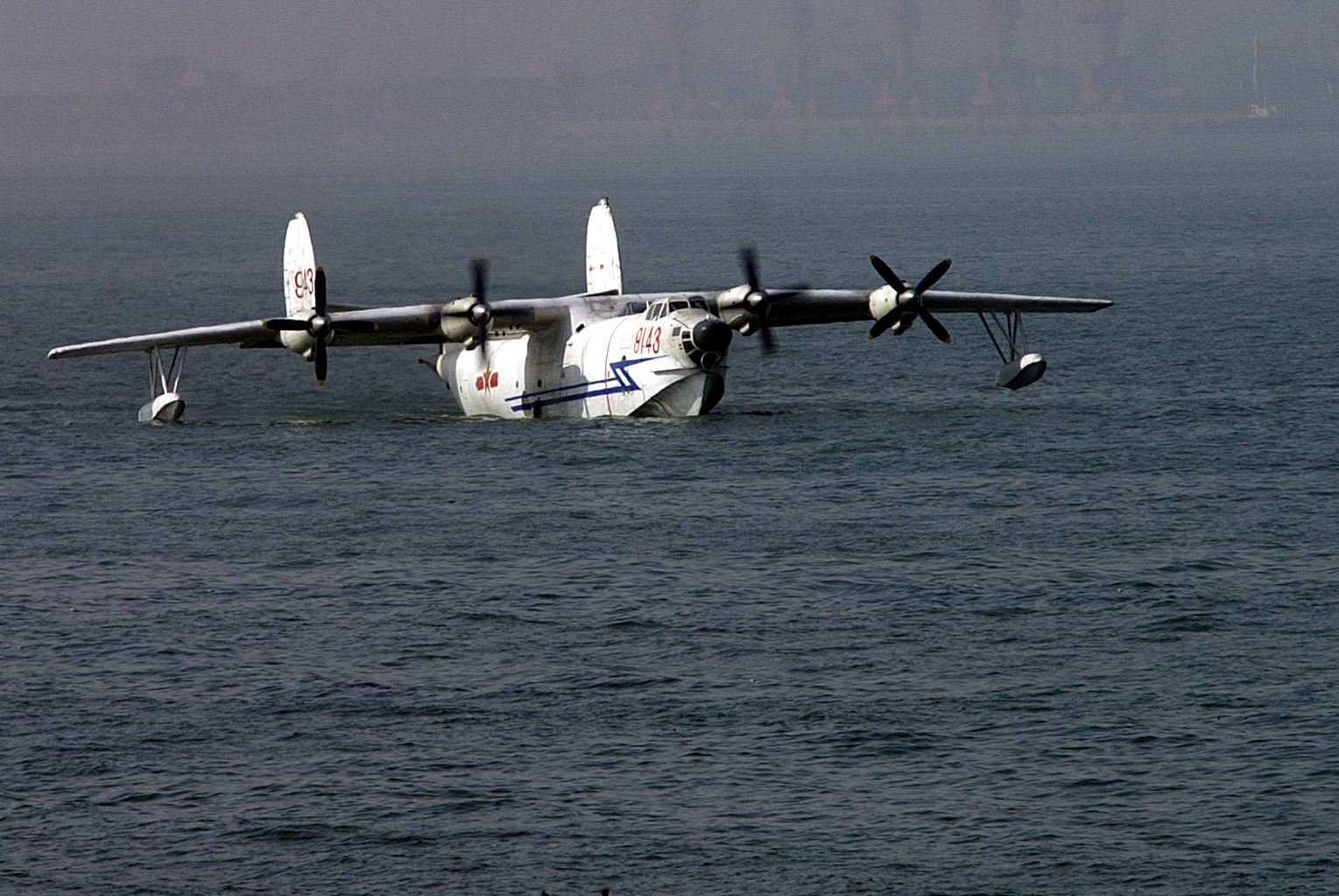
哈爾浜 SH-5 （4月3日）
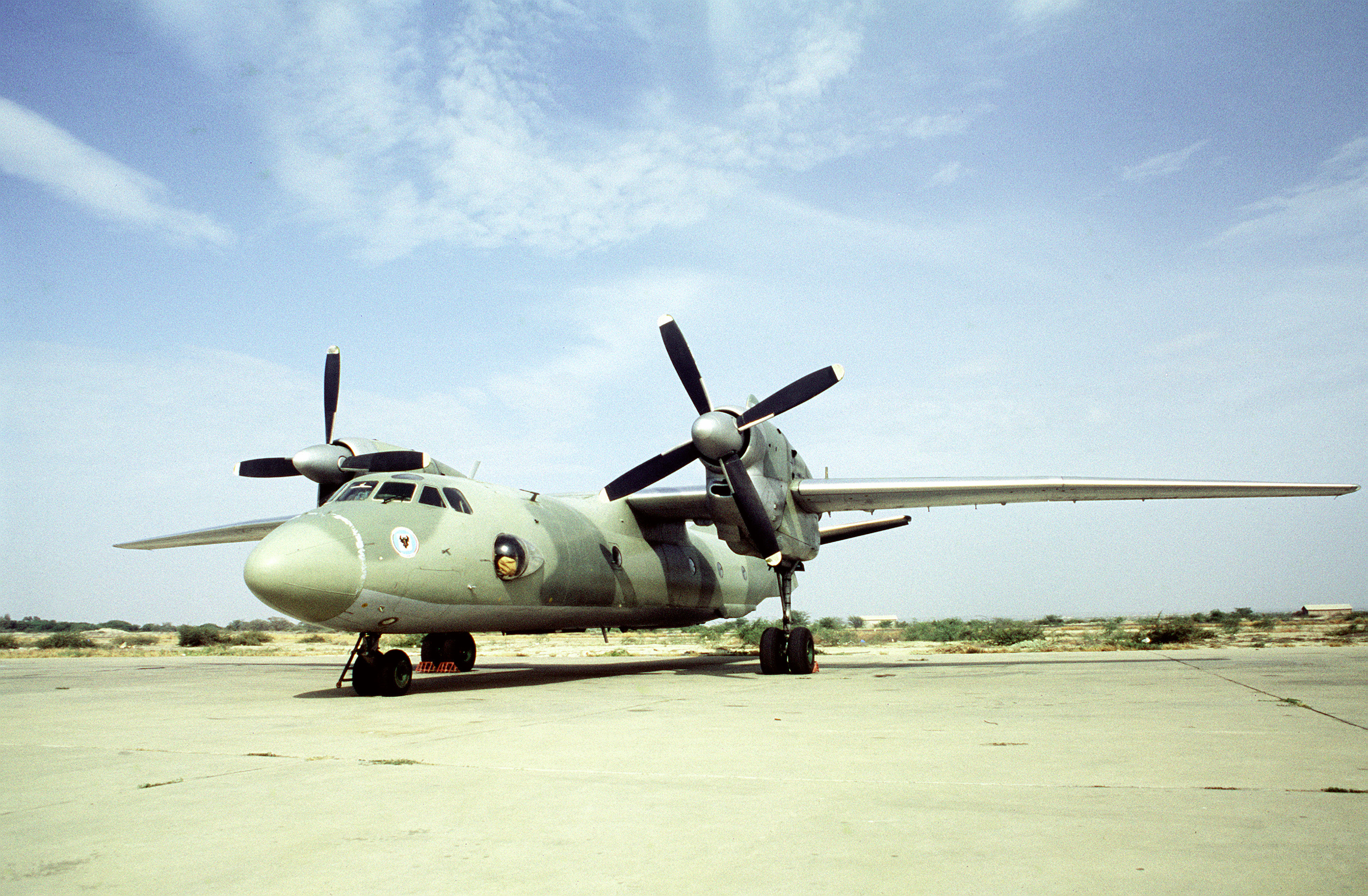
An-32 （7月9日）
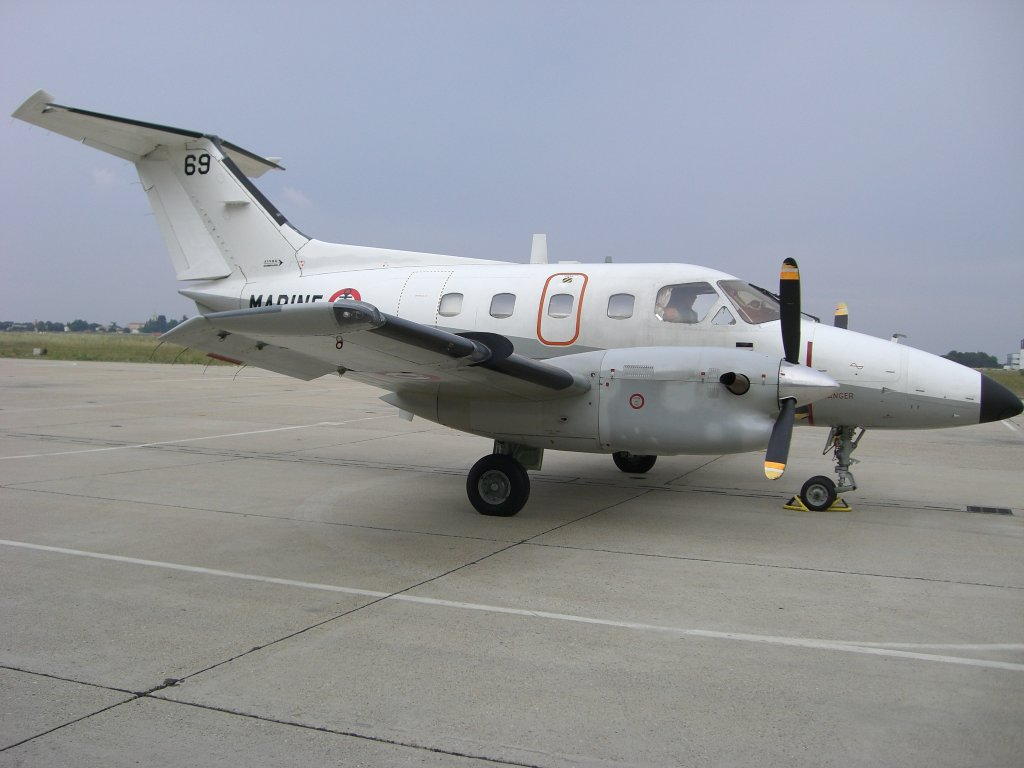
エンブラエル EMB 121 （10月10日）
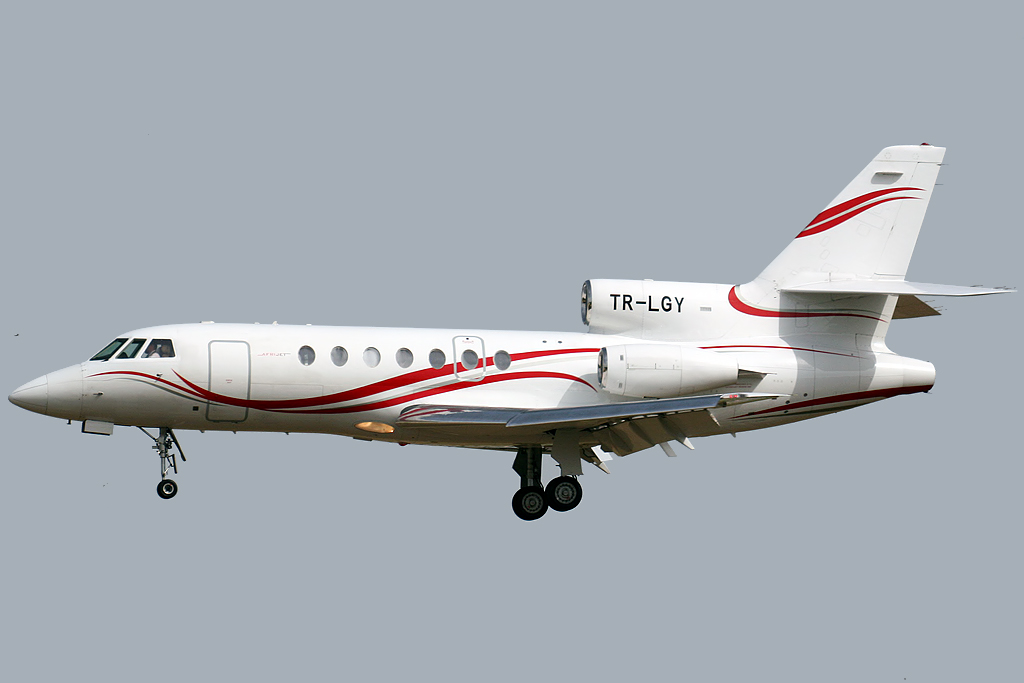
ダッソー ファルコン 50 （11月7日）

## 航空に関する賞の受賞者
- デラボー賞： Adolphus H. Bledsoe, Jr. (USA)、Robert C. Helt(USA)、 Eldon W. Joersz (USA)
- FAI・ゴールド・エア・メダル：Sholto Hamilton"Dick" Georgeson